# 日通
日通（にっつう）は、安土桃山時代の日蓮宗の僧。

## 経歴・人物
和泉国堺の油屋常金の子。堺の妙国寺開山である日珖に師事。中山法華経寺14世となり、日蓮の『立正安国論』第25紙目を身延久遠寺本を元に補筆した。のち天正16年（1588年）京都本法寺10世となり、このころ長谷川等伯と交流を持ち、等伯の所説を筆記した『等伯画説』を残した。